# 難得有情人 (關淑怡粵語專輯)
《難得有情人》是香港女歌手關淑怡第二張粵語大碟，乘著與專輯同名主打歌《難得有情人》風行大熱之時於1989年11月1日發行（與她的第三張大碟，也是首張日語大碟《Say Goodbye》同年同月推出）。繼《冬戀》之後，此張專輯更進一步衝破白金唱片銷量，讓關淑怡在同年音樂頒獎禮囊括所有最有前途女新人獎。

## 簡介
此張專輯收錄了主打歌《難得有情人》、舞曲《星空下的戀人》及《疑惑》、嬌嗲柔情的《暗戀》、搖滾曲風的《血色瑪莉》等單曲，關淑怡對不同曲風的演繹均有所表現。《難得有情人》是一首輕快的浪漫情歌，在關淑怡的歌聲表現下成了經典金曲之一，接著被日本片集《結婚物語》採用成為劇集主題曲。
這張專輯銷量達5萬張，榮獲白金唱片認證。主打歌《難得有情人》除獲該年香港電台十大中文金曲最佳中文流行歌曲獎外，也是卡拉OK最熱門的歌曲。這個成績讓關淑怡在1989年的音樂頒獎典禮中，幾乎奪下所有女新人相關獎項，成績斐然，亦為她的九零年代全盛時期打下基礎。
此後，關淑怡陸續推出的唱片包括《真情》、《夜迷宮》及《金色夏季》等，都有不錯成績。

## 曲目
| 曲序     | 曲目               |          | 作曲                    | 编曲          | 备注                                                               | 时长  |
| -------- | ------------------ | -------- | ----------------------- | ------------- | ------------------------------------------------------------------ | ----- |
| 1.       | 星空下的戀人       | 曉風     | Robin Gibb Maurice Gibb | Richard Yuen  | 第二主打 改編自瑞典歌手Carola的《Radiate》                         | 3:31  |
| 2.       | 最深刻一次         | 林夕     | Ralph Siegel            | Donald Ashley | 第三主打 改編自德國歌手Nicole的《Wieder Allein》                   | 4:15  |
| 3.       | 劃星（李克勤合唱） | 簡寧     | Per Gessle              | 杜自持        | 改編自瑞典組合Roxette的《Paint》                                   | 3:53  |
| 4.       | 纏綿不盡           | 向雪懷   | 方樹                    | 方樹          | 第四主打 香港廣告《G2000 二千種感覺》主題曲                        | 4:03  |
| 5.       | 難得有情人         | 向雪懷   | 盧東尼                  | 盧東尼        | 第一主打 無綫電視配音片集《結婚物語》主題曲 國語版為《難得有情人》 | 3:44  |
| 6.       | 痴心怎獨醉         | 黃真     | 都志見隆                | 杜自持        | 日文版為《Heartbreak》 國語版為《但願夢相連》                      | 4:12  |
| 7.       | 疑惑               | 蔡國權   | 蔡國權                  | 盧東尼        |                                                                    | 4:28  |
| 8.       | 暗戀               | 林敏驄   | 林敏怡                  | Donald Ashley |                                                                    | 4:09  |
| 9.       | 血色瑪莉           | 林振強   | 周啟生                  | 周啟生        | 第五主打                                                           | 3:42  |
| 10.      | 流行風格           | 林振強   | Per Gessle              | Richard Yuen  | 改編自瑞典組合Roxette的《Dressed for Success》                     | 3:51  |
| 总时长： | 总时长：           | 总时长： | 总时长：                | 总时长：      | 总时长：                                                           | 39:48 |

## 唱片版本
- 黑膠唱片版
- 盒帶版
- CD版
- 《從頭認識》版：《從頭認識》是將關淑怡在寶麗金一共10張粵語大碟捆綁發售。
- 1999年 廿世紀光輝印記版
- 2009年 環球復黑王版
- 2018年7月18日 SHM-SACD
- 2019年12月3日 《歌姬の戰紀》SACD版：環球香港將關淑怡在寶麗金初期共8張粵語及日語大碟以SACD形式綑綁發售

## 音樂錄影帶
- 難得有情人
- 星空下的戀人
- 最深刻一次
- 纏綿不盡
- 劃星

## 獎項

### 歌曲 《難得有情人》
- 無線電視十大勁歌金曲頒獎典禮 - 十大金曲獎
- 香港電台十大中文金曲最佳中文（流行）歌曲獎
- 香港作曲家及作詞家協會 (CASH) 最佳中文(流行)歌曲獎《難得有情人》(盧東尼)